# لينارت برقلين
لينارت برقلين (بالسويدية: Lennart Bergelin)‏ كان لاعب كرة مضرب سويدي سابق بدأ مسيرته كمحترف عام 1946، اعتزال اللعب في 1955. كما أنه أحد أبطال الجراند سلام. أعلى تصنيف له في الفردي كان المركز الـ 9 في سنة 1948.

## روابط خارجية
- لينارت برقلين على موقع رابطة محترفي التنس (الإنجليزية)
- لينارت برقلين على موقع الاتحاد الدولي لكرة المضرب (الإنجليزية)
- لينارت برقلين على موقع كأس ديفيز (الإنجليزية)
- لينارت برقلين على موقع أرشيف التنس.كوم (الإنجليزية)
- لينارت برقلين على موقع خلاصة التنس.كوم (الإنجليزية)